# Klaus Wildbolz
Klaus Wildbolz (Bécs, 1937. augusztus 25. – Bécs, 2017. január 5.) osztrák színész.

## Élete
Az egyik ősi berni család leszármazottjaként született. Nagyapja Eduard Wildbolz katonatiszt volt Bernben. Ausztriában és Svájcban nőtt fel ikertestvérével, Josttal, aki később fotográfus lett Svájcban. Klaus Wildbolz zenét és színészetet tanult Bécsben Max Reinhardtnál, majd mint svájci állampolgár teljesítette a kötelező katonai szolgálatot a Svájci Hadseregnél. Ezt követően a bécsi Theater in der Josefstadt tagja lett színészként. Az 1970-es években az ARD Schnickschnack kvízműsorának a vezetője volt. Számos tv-sorozatban szerepelt.
Ikertestvérével gyakran vett részt oldtimer autóversenyeken. 2008-ban megözvegyült. 2017. január 5-én hunyt el Bécsben rövid betegség után.

## Filmjei

### Mozifilmek
- Die tollen Tanten schlagen zu (1971)
- Ölni szabad (Vollmacht zum Mord) (1975)
- Tanz ins Glück (1979)
- Schweizer Helden (2014)

### TV-filmek
- Alle machen Musik (1965, tv-sorozat, 13 epizód)
- Flieger Ross (1966)
- Die venezianischen Zwillinge (1966)
- Das Kriminalmuseum, a Das Goldstück epizódban (1968)
- Der Bürger als Edelmann (1969)
- Wenn der Vater mit dem Sohne, a Der Krach epizódban (1971)
- A felügyelő (Der Kommissar), az Als die Blumen Trauer trugen epizódban (1971)
- Geliebtes Scheusal (1971)
- Nasrin oder Die Kunst zu träumen (1972)
- Das Märchen von der harten Nuß (1972)
- Fritz Muliar Schau, a Was ist Freundschaft? epizódban (1972)
- Auf den Spuren von Richard Wagners Tristan und Isolde (1973)
- Wienerinnen (1973)
- Kann ich noch ein bisschen bleiben? (1976)
- Johann und Anna (1976)
- Heiße Ware (1977)
- Bezauberndes Fräulein (1977)
- Der Abgeordnete von Bombignac (1977)
- Die Kette, az Erster Teil epizódban (1977)
- Tetthely (Tatort), a Der vergessene Mord (1977) és a Mein ist die Rache (1996) epizódokban
- Ein verrücktes Paar, az első és a második epizódban (1978)
- Wonderful Gitte aus Kopenhagen (1978)
- Nőlények (Menschenfrauen) (1980)
- Derrick, az Egy kísérlet (Der Versuchung) (1979) és a Csillapíthatatlan éhség (Unstillbarer Hunger) (1980) epizódokban
- Polizeiinspektion 1, a Die Abwerbung epizódban (1980)
- Ringstraßenpalais (1980– 1989, tv-sorozat, 17 epizódban)
- Sonderdezernat K1, a Tödlicher Ladenschluss epizódban (1982)
- Tiefe Wasser, az első és a második epizódban (1983)
- Boeing Boeing (1983)
- SOKO 5113, a Schneetreiben (1983), a Finderlohn (1986) és az Eine unvergeßliche Nacht (1988) epizódokban
- Álomhajó (Das Traumschiff) (1983–2004, öt epizód)
- Schöne Ferien, az Urlaubsgeschichten aus Mallorca epizódban (1985)
- Wiener Klatsch (1985, tv-sorozat)
- Az Öreg, a Der Stichtag epizódban (1987)
- Die Männer vom K3, a Spiel über zwei Banden epizódban (1988)
- A klinika (Die Schwarzwaldklinik) (1988–1989, hét epizód)
- Hessische Geschichten (1989, tv-sorozat, egy epizód)
- Paradicsom Szálló (Hotel Paradies) (1990, 20 epizód)
- Tödlicher Stoff (1991)
- Zweite Geige (1991)
- A keresztpapa (Der Patenonkel) (1992, hét epizód)
- Dalla notte all'alba (1992)
- Chéri, mein Mann kommt! (1992)
- A hegyi doktor (Der Bergdoktor) (1992–1997, 36 epizód)
- Clara (1993, tv-sorozat)
- Glückliche Reise (1993, tv-sorozat)
- A misszionáriuslány (Mission der Liebe) (1993, tv-sorozat, három epizód)
- Auf eigene Gefahr (1993, tv-sorozat)
- Ihre Exzellenz, die Botschafterin (1993, tv-sorozat)
- Drei zum Verlieben, a Zwei schräge Vögel epizódban (1994)
- Ein unvergeßliches Wochenende, az Am Tegernsee epizódban (1995)
- Für alle Fälle Stefanie, a Bandenkrieg epizódban (1995)
- Ein Bayer auf Rügen, a Blinde Rache epizódban (1995)
- Álom és szerelem
  - Rosamunde Pilcher – Wolken am Horizont (1995)
  - Rosamunde Pilcher – Liebe im Spiel (2004)
  - Rosamunde Pilcher – Sommer der Liebe (2007)
  - Rosamunde Pilcher – Herzenssehnsucht (2009)
- Ein flotter Dreier (1996, tv-sorozat)
- Kastélyszálló (Schlosshotel Orth) (1996–2001, 69 epizód)
- Ein unvergessliches Wochenende... am Tegernsee (1997)
- Das Schneeparadies (2001)
- Unsere Farm in Irland (2007–2010, hat epizód)
- Álomhotel (Das Traumhotal), a Karibik epizódban (2008)
- Sonntagsvierer (2010)
- Emilie Richards – Der Zauber von Neuseeland Sonntagsvierer (2011)
- Te szent ég! (Um Himmels Willen), a Der große Oswald epizódban (2017)